# Штурмбаннфюрер

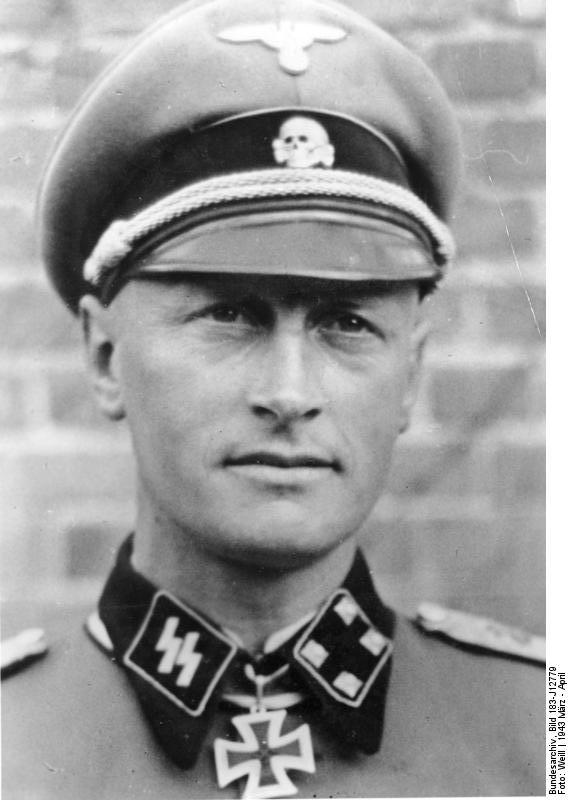
Штурмбаннфюрер Ваффен СС Макс Хансен

Штурмбаннфюрер (нем. Sturmbannführer, сокращённо Stubaf) — звание в СС и СА; соответствовало званию майора в вермахте.
В структуру СС введено в 1929 г. в качестве звания руководителей, с 1933 года использовалось в качестве звания заместителей руководителей территориальных подразделений СС — штурмбаннов (SS Sturmbann). В штурмбанн входили четыре небольших подразделения — штурм (SS Sturme), приблизительно равных по численному составу армейской роте (от 54 до 180 чел.), одно медицинское подразделение, равное по численности армейскому взводу (Sanitätsstaffel), а также оркестр (Spielmannzug). Численность штурмбанна доходила до 500—800 человек, таким образом, по размерам и структуре он приблизительно соответствовал армейскому батальону. С октября 1936 года при создании войск СС звание штурмбаннфюрер соответствовало должности командира батальона и званию майора вермахта, а также широкому спектру штабных и административных должностей, таких, как адъютант командующего корпусом.
В организации «Стальной шлем», которая в 1933 г. вошла в состав СА, аналогом было звание «батальонсфюрер» (командир батальона).

## Знаки различия
| Штурмбаннфюрер SS, SA, NSKK и NSFK                             |                         |                         |                         |                       |                       |                      |
| Знаки различия - Погон - Нарук. нашив. (Маск. кост.) - Петлица | Schutzstaffel (нем. SS) | Schutzstaffel (нем. SS) | Schutzstaffel (нем. SS) | Штурмовые отряды (SA) | НC мех. корпус (NSKK) | НC авиакорпус (NSFK) |
| Знаки различия - Погон - Нарук. нашив. (Маск. кост.) - Петлица |                         |                         |                         |                       |                       |                      |
| Знаки различия - Погон - Нарук. нашив. (Маск. кост.) - Петлица | только Ваффен-СС        | только Ваффен-СС        | - Общие СС - Ваффен-СС  | Петлицы               | Петлицы               | Петлицы              |

## В литературе и кино
- Штурмбаннфюрер Вайсманн в сериале «1942» (сыграл Матиас Шервеникас), Производство Украина, режиссёр Валерий Шалыга.
- Штурмбаннфюрер Франц Маггиль в сериале Вариант «Омега». Исполнил Александр Калягин.
- Штурмбаннфюрер Юрген Рольф в сериале «Семнадцать мгновений весны». Исполнил Алексей Сафонов.
- Штурмбаннфюрер Максимилиан Монтана в аниме-сериале «Хеллсинг». Озвучил Нобуо Тобита.
- Штурмбаннфюрер Дитер Хельстром. Офицер гестапо. Исполнил роль Аугуст Диль. В фильме Квентина Тарантино «Бесславные ублюдки»
- Фатерлянд — главный герой штурмбаннфюрер СС Ксавьер Марш, в исполнении Рутгера Хауэра.
- Штурмбаннфюрер Карл Эрлих в фильме «Где ты был, Одиссей?». Исполнил Анатолий Ромашин.
- Штурмбаннфюрер Рудольф фон Строхайм в аниме-сериале «Невероятные приключения ДжоДжо».
- Штурмбаннфюрер Хаген Форстер в сериале «Подводная лодка». Исполнил Том Влашиха.
- Штурмбаннфюрер Мартин Хесс в российском сериале «Убить Сталина». Сыграл Михаил Пореченков.
- Штурмбаннфюрер Мартин Ляйтер в российском сериале (военная драма) «Переводчик», в исполнении Йохимма Пауля Асбека
- Штурмбаннфюрер Отто Гюнше в фильме «Бункер». Исполнил Гёц Отто.